# التین-د-پالودز
التین-د-پالودز (به فرانسوی: Althen-des-Paluds) یک کامین در فرانسه است که در Canton of Carpentras-Sud واقع شده‌است.

## خصوصیات
التین-د-پالودز ۶٫۴ کیلومترمربع مساحت و ۲٬۴۱۰ نفر جمعیت دارد و ۳۲ متر بالاتر از سطح دریا واقع شده‌است.

## نگارخانه

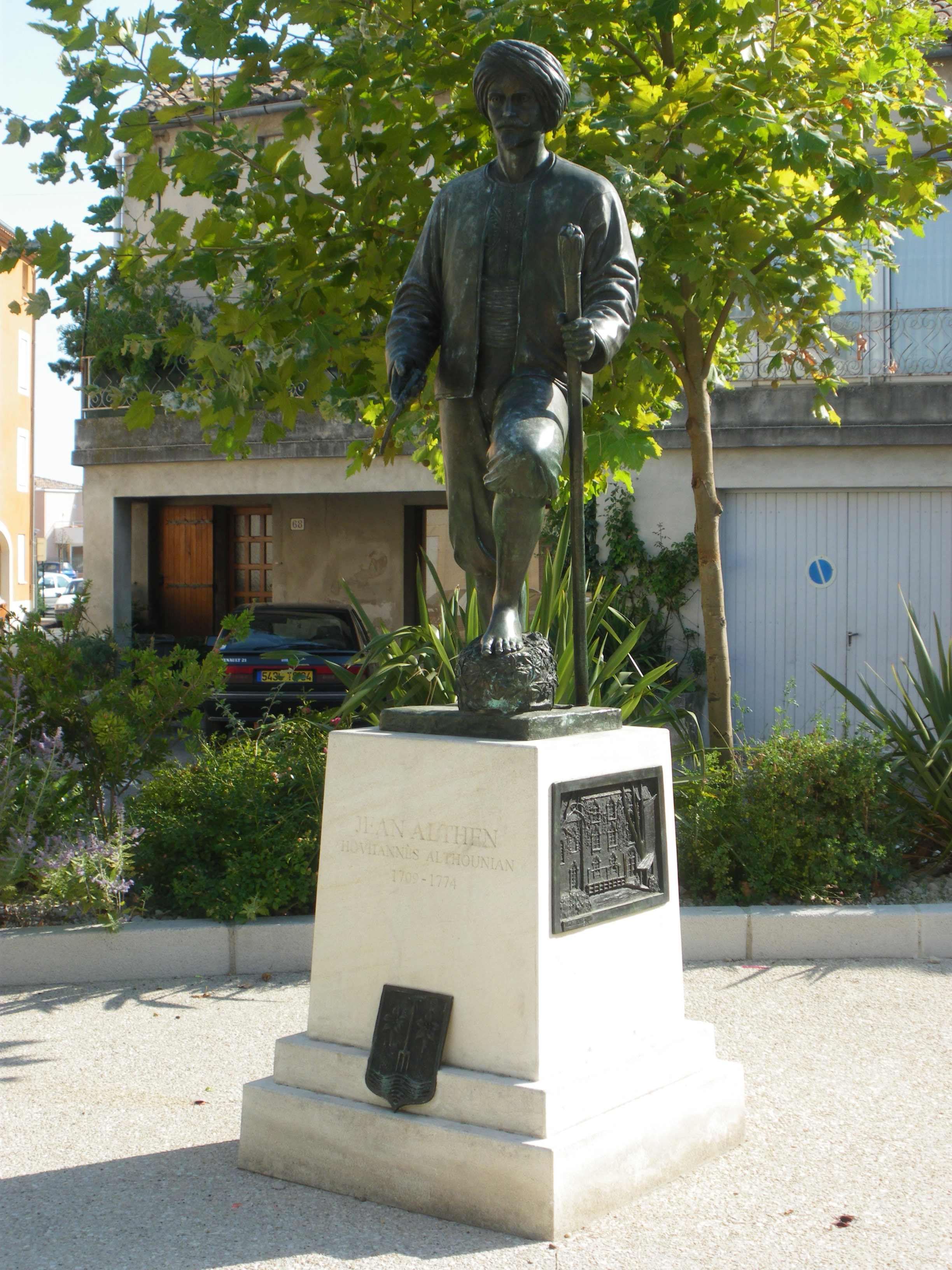
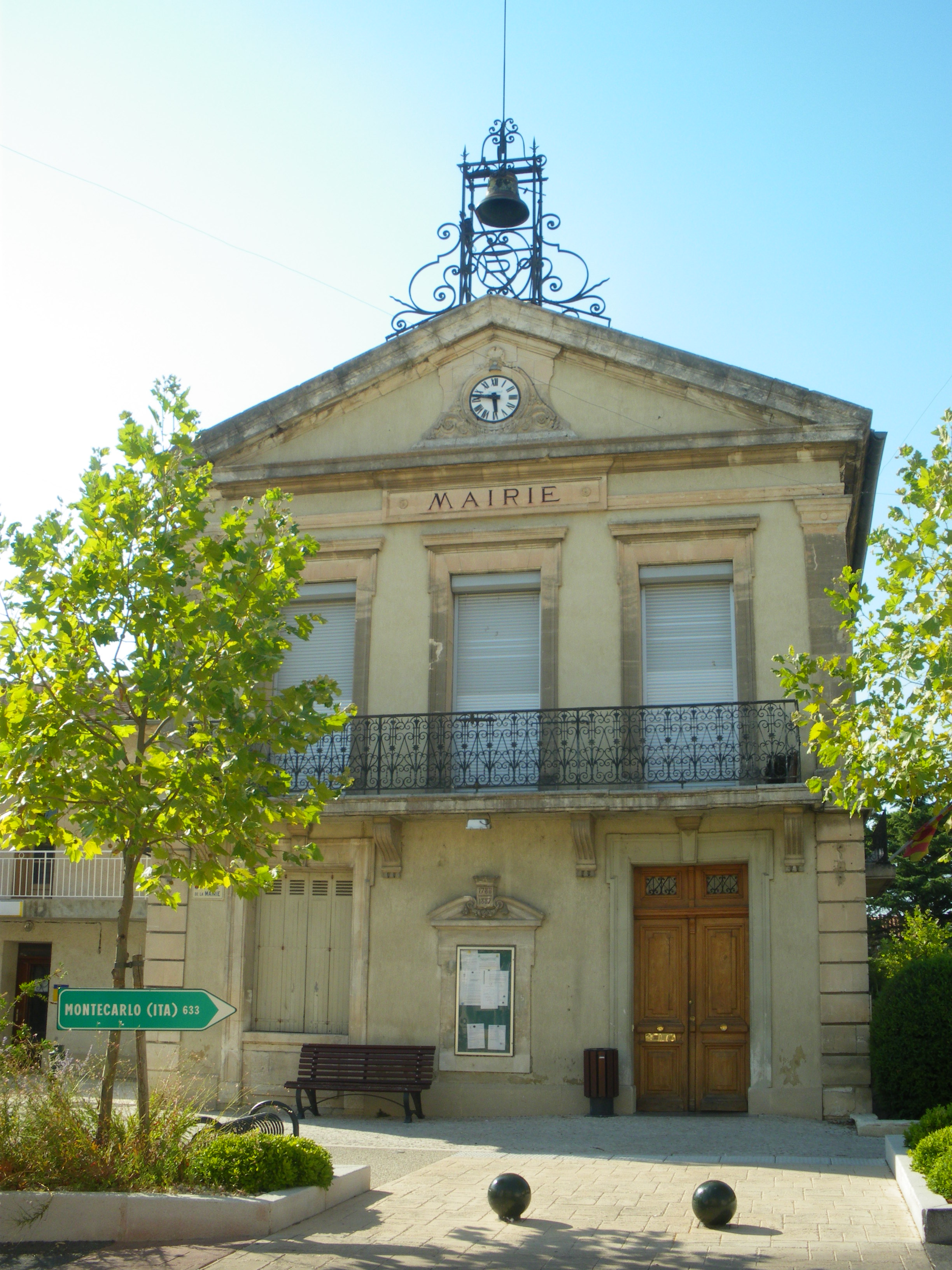
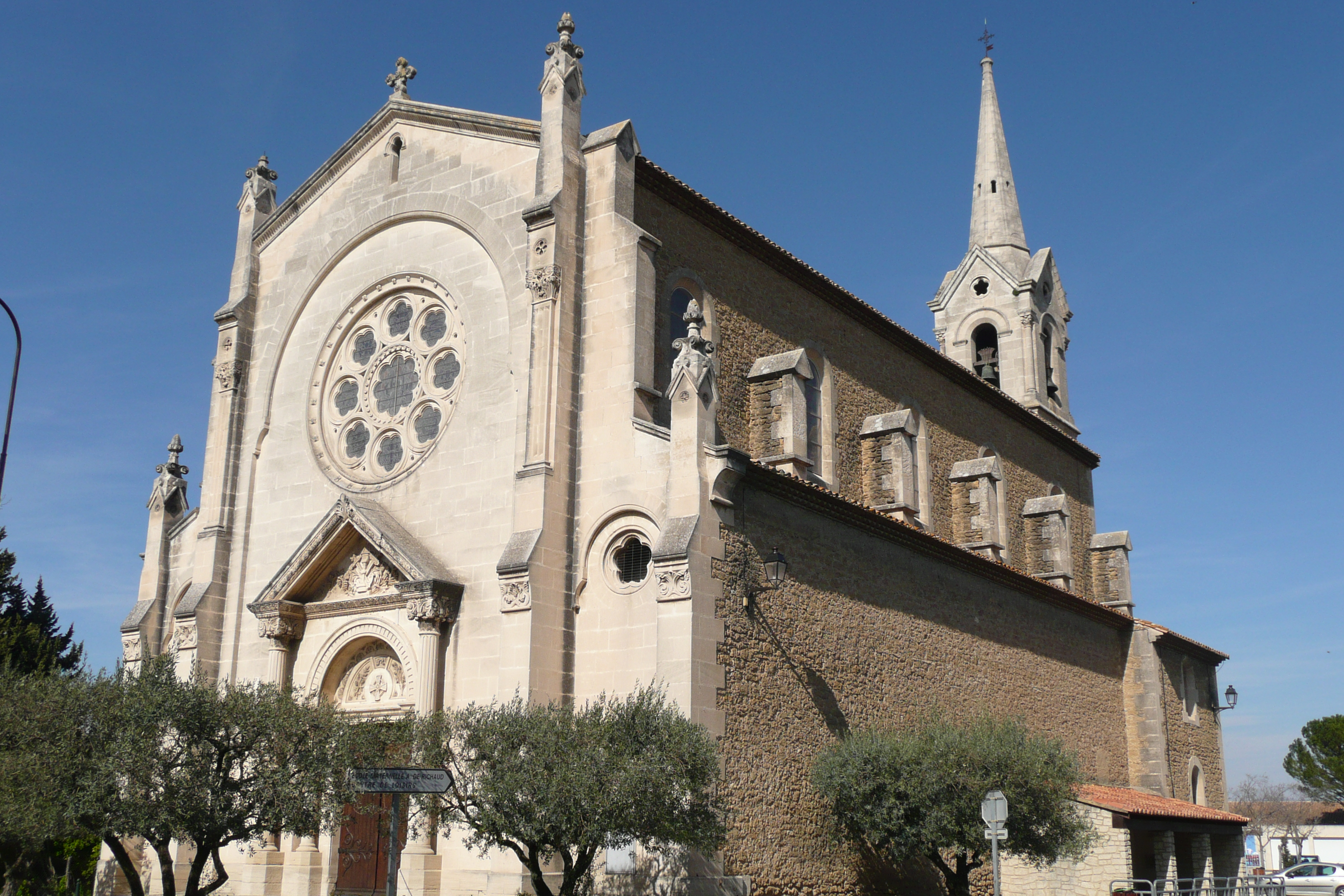